# I'll Never Break Your Heart
«I'll Never Break Your Heart» (en español: «Nunca romperé tu corazón») fue escrita por el cantante/compositor Eugene Wilde con Albert Mannon y fue el segundo sencillo por Backstreet Boys de su álbum debut. Fue más tarde incluida en su álbum en Estados Unidos también. La canción fue primero lanzada en diciembre de 1995, luego en 1996 por otros mercados, y posteriormente fue relanzada en junio de 1998 como el cuarto sencillo oficial del álbum debut de Estados Unidos. La canción llegó al número 35 en Billboard Hot 100 en Estados Unidos, pero les fue mejor en Adult Contemporary, donde se convirtió en la canción número uno en esta lista. Fuera de Estados Unidos, la canción llegó al número 8 en UK Singles Chart y también fue Top 10 en Australia, Alemania, Países Bajos, Suecia y Suiza. Además este sencillo, obtuvo la certificación de disco de oro en Australia y en Alemania.
La canción reemplazó "I'll Never Find Someone Like You" en el álbum, que iba a ser el primer sencillo de la banda. El sello de la banda, Jive Records, no se había comprometido con usar la canción para la banda, y como resultado, fue ofrecida al cantante Keith Martin, quién lo aceptó y lo lanzó como sencillo en la banda sonora Bad Boys, y en sus propios álbumes It's Long Overdue y All the Hits. Brian Littrell supuestamente descubrió esto cuando escuchó la canción de Martin en la radio un día.
"I'll Never Break Your Heart" fue grabado en dos semanas, porque Littrell y A.J. McLean, los dos vocalistas líderes de la canción, estaban resfriados. Una versión en español fue lanzada, titulada "Nunca te haré llorar", fue más tarde grabada en Zürich junto a una versión en español de "Anywhere For You".

## Lista de canciones

### Reino Unido
Original
1. «I'll Never Break Your Heart» (Radio Edit) - 4:25
2. «I'll Never Break Your Heart» (LP Versión) - 4:49
3. «Roll With It» - 4:43

Relanzamiento CD1
1. «I'll Never Break Your Heart» (Radio Edit) - 4:25
2. «We've Got It Goin' On» (Amadin's Club Mix) - 6:33
3. Mark Goodier Interview (Part 1)

Relanzamiento CD2
1. «I'll Never Break Your Heart» (Radio Edit) - 4:25
2. «Roll With It» - 4:43
3. Mark Goodier Interview (Part 2)

### US
Original CD1
1. «I'll Never Break Your Heart» (LP Versión) - 4:49
2. «I'll Never Break Your Heart» (Versión en español) - 4:49
3. «Quit Playing Games (With My Heart)» (Versión en vivo)

Original CD2
1. «I'll Never Break Your Heart» (Radio Edit) - 4:25
2. «I'll Never Break Your Heart» (LP Versión) - 4:49
3. «Get Down» (DESIGN Radio I)
4. «Get Down» (Smokin' Beats Club Mix)

Relanzamiento
1. «I'll Never Break Your Heart» (Radio Edit) - 4:25
2. «I'll Never Break Your Heart» (LP Versión) - 4:49
3. «I'll Never Break Your Heart» (Spanglish Versión) - 4:48
4. «I'll Never Break Your Heart» (Versión en español) - 4:44
5. «I'll Never Break Your Heart» (Instrumental) - 4:25

## Vídeo musical
Hay dos vídeos musicales lanzadas para "I'll Never Break Your Heart". El vídeo lanzado en conjunción con el sencillo original sigue a un grupo de chicas, una de ellas ha terminado con su novio mientras se explica en el prefacio del vídeo. Los miembros de la banda están en unas vacaciones de skí, y cada uno se junta con una de las chicas. Brian Littrell intenta estar con la chica que terminó con su novio. La chica que aparece con Kevin Richardson era su novia en ese entonces y ahora su esposa Kristin Willits. Este vídeo fue filmado en noviembre de 1995, en Rocky Mountains. Salió al aire en diciembre de 1995, en Alemania, Francia, y otras naciones en Europa Occidental.
El segundo vídeo, dirigido por Bille Woodruff en abril de 1998, fue lanzado en MTV en junio de 1998 para el mercado estadounidense. Apareció luego en Total Request Live el 14 de septiembre de 1998. El vídeo muestra a cada miembro de la banda cantando en sus apartamentos que están apilados uno encima de otro en un edificio alto. Luego en el vídeo, cada miembro se muestra con una chica en su apartamento. La banda también aparece cantando juntos en un túnel cilíndrico. Una versión del vídeo también fue lanzado en español. El perro en el apartamento de Littrell es en realidad su perro, y la chica en su apartamento era su novia en ese entonces, y ahora esposa Leighanne Wallace. 
"I'll Never Break Your Heart" aparece en la versión estadounidense de Now That's What I Call Music! 2 que se lanzó el 27 de julio de 1999, la canción es la número 16.

## Listas
| Lista (1995)                        | Posición máxima |
| ----------------------------------- | --------------- |
| UK Singles Chart                    | 42              |
| Lista (1996)                        | Posición máxima |
| Austrian Singles Chart              | 5               |
| Begium (Flanders) Singles Chart     | 4               |
| Belgium (Walonia) Singles Chart     | 8               |
| Dutch Singles Chart                 | 3               |
| German Singles Chart                | 5               |
| Irish Singles Chart                 | 19              |
| Swedish Singles Chart               | 7               |
| Swiss Singles Chart                 | 2               |
| UK Singles Chart (Re release)       | 8               |
| Lista (1997)                        | Posición máxima |
| Canadian RPM Singles Chart          | 47              |
| Lista (1998)                        | Posición máxima |
| Australian Singles Chart            | 10              |
| New Zealand RIANZ Singles Chart     | 11              |
| U.S. Billboard Hot 100              | 35              |
| U.S. Billboard Top 40 Mainstream    | 4               |
| Estados Unidos (Adult Contemporary) | 1               |

### Sucesión en listas
| Predecesor: "To Love You More" de Celine Dion | Adult Contemporary — Sencillo número uno 17 de octubre de 1998 — 30 de noviembre de 1998 | Sucesor: "From This Moment On" de Shania Twain |

## Lanzamiento
| País           | Fecha de lanzamiento    | Formato     |
| -------------- | ----------------------- | ----------- |
| Europa         | 13 de diciembre de 1995 | Radio       |
| Europa         | 12 de febrero de 1996   | CD Sencillo |
| Estados Unidos | Junio, 1998             | Radio       |
| Estados Unidos | 14 de julio de 1998     | CD Sencillo |

## Versiones de la canción
- Nunca te haré llorar (versión en español), interpretada por los mismos Backstreet Boys.
- Westlife cantó la canción a cappella en uno de sus shows en Reino Unido en 2001.